# Astroblepus longifilis
Astroblepus longifilis är en fiskart som först beskrevs av Franz Steindachner 1882.  Astroblepus longifilis ingår i släktet Astroblepus och familjen Astroblepidae. Inga underarter finns listade.